# Розпізнавальний знак військового літака
Розпізнавальний знак військового літака або рондель — знак (символ), який наносяться на поверхню військових літаків і визначають їх державну та відомчу належність, зокрема, для бойової ідентифікації. Більшість із них — круглі за формою і повторюють мотиви державних прапорів, через що вживається неофіційна назва кругляк.

## Поточні знаки національних повітряних сил

Австралія
Австралія (зменшена видимість)
Австрія
Азербайджан
Албанія
Алжир
Ангола
Аргентина
Афганістан
Багамські Острови
Бангладеш
Барбадос
Бахрейн
Беліз
Бельгія
Бенін
Білорусь
Болгарія
Болівія
Боснія і Герцеговина
Ботсвана
Бразилія
Бразилія (зменшена видимість)
Бразилія (ВМС)
Бруней
Буркіна-Фасо
Бурунді
Бутан
Велика Британія
Велика Британія (зменшена видимість)
Велика Британія (зменшена видимість, світлий)
Венесуела
Венесуела (ВМС)
В'єтнам
Вірменія
Габон
Гаїті
Гаяна
Гана
Гватемала
Гвінея
Гвінея-Бісау
Гондурас
Греція
Греція (зменшена видимість)
Грузія
Данія
Джибуті
Домініканська Республіка
Домініканська Республіка (зменшена видимість)
Еквадор
Еквадор (ВМС)
Екваторіальна Гвінея
Ель-Сальвадор
Еритрея
Естонія
Ефіопія
Єгипет
Ємен
Замбія
Зімбабве
Ізраїль
Індія
Індонезія
Індонезія армійська авіація
Індонезія морська авіація
Іран
Ірландія
Ісландія
Іспанія
Італія
Йорданія
Казахстан
Камбоджа
Камерун
Канада
Канада (зменшена видимість)
Катар
Кіпр (використовує знак Греції)
Кенія
Киргизстан
Китайська Народна Республіка
Колумбія
Коста-Рика
Кот-д'Івуар
Куба
Кувейт
Латвія
Литва
Ліван
Лівія
Люксембург
Мавританія
Мадагаскар
Північна Македонія
Малайзія
Мальта
Марокко
Мексика
Мозамбік
Молдова
М'янма
Нігер
Нігерія
Нідерланди
Нікарагуа
Німеччина
Нова Зеландія
Нова Зеландія (зменшена видимість)
Норвегія
Об'єднані Арабські Емірати
Оман
Оман (альтернативний)
Пакистан
Панама
Перу
Південна Африка
Південна Корея
Південна Корея (зменшена видимість)
Північна Корея
Польща
Португалія
Португалія (зменшена видимість)
Республіка Ірландія
Республіка Конго
Росія
Руанда
Румунія
Саудівська Аравія
Сенегал
Сербія
Сербія (зменшена видимість)
Сирія
СінгапурСінгапур
Словаччина
Словенія
Сомалі
Судан
Суринам
США
США (зменшена видимість)
Сьєрра-Леоне
Таїланд
Тайвань
Танзанія
Того
Туніс
Туреччина
Уганда
Угорщина
Україна
Україна (ВМС)
Уругвай
Філіппіни
Фінляндія
Франція
Франція (ВМС)
Хорватія
Хорватія (зменшена видимість)
Центральноафриканська Республіка
Чад
Чехія
Чилі
Чорногорія
Швейцарія
Швеція
Швеція (зменшена видимість)
Шрі-Ланка
Ямайка
Японія

## Історичні розпізнавальні знаки
| Розпізнавальний знак | Знак на фюзеляж | Знак на кіль | Коли прийнятий                             | Примітки                                               |
| Велика Британія      |                 |              |                                            |                                                        |
| -------------------- | --------------- | ------------ | ------------------------------------------ | ------------------------------------------------------ |
|                      |                 | немає        | вересень — жовтень 1914                    | армійська і морська авіація                            |
|                      |                 | немає        | жоветнь 1914 — червень 1915                | морська авіація                                        |
|                      |                 | немає        | липень 1915 — середина 1916                | морська авіація                                        |
|                      |                 | немає        | листопад 1914 — червень 1915               | армійська авіація                                      |
|                      |                 |              | 16 травня 1914 — 23 червня 1915            | армійська і морська авіація                            |
|                      |                 |              | 23 червня 1915 — 1917                      | армійська і морська авіація                            |
|                      |                 |              | 1917 — 1918                                |                                                        |
|                      | немає           |              | 1916 — 1918                                | ППО Великої Британії літаки фарбувалися в чорний колір |
|                      |                 |              | 1916 — 1918                                | ППО Великої Британії                                   |
|                      |                 |              | 1916 — 1918                                | ППО Великої Британії                                   |
| Естонія              |                 |              |                                            |                                                        |
|                      |                 |              |                                            |                                                        |
|                      |                 |              |                                            |                                                        |
|                      |                 |              |                                            |                                                        |
| Латвія               |                 |              |                                            |                                                        |
|                      |                 | немає        |                                            |                                                        |
| Литва                |                 |              |                                            |                                                        |
|                      |                 |              | з 1 березня 1919 по 17 листопада 1920 року |                                                        |
|                      | немає           |              | з 17 листопада 1920 по 12 квітня 1921 року |                                                        |
|                      | немає           |              |                                            |                                                        |
|                      | немає           |              |                                            |                                                        |
|                      | немає           |              |                                            |                                                        |
|                      | немає           |              |                                            |                                                        |
| Фінляндія            |                 |              |                                            |                                                        |
|                      |                 | немає        |                                            |                                                        |